# Mon petit renne
Mon petit renne (Baby Reindeer en version originale) est une mini-série britannique en sept épisodes d'environ 34 minutes créée par Richard Gadd, diffusée en intégralité le 11 avril 2024 sur Netflix.
La série est basée sur l'expérience réelle de Richard Gadd, qui a été traqué et agressé sexuellement dans la vingtaine. Il s'agit d'une adaptation du one-man show autobiographique de Gadd du même nom.

## Synopsis
Donny est un barman d’une trentaine d’années qui aspire à devenir humoriste. Il est victime de harcèlement lorsqu'il rencontre Martha et qu’elle commence à lui envoyer des centaines de courriels chaque jour après s'être convaincue d'être en couple avec lui. Ce harcèlement réveille en lui le souvenir d’un traumatisme subi plusieurs années auparavant.

## Distribution

### Acteurs principaux
- Richard Gadd (VF : Thomas Roditi) : Donny Dunn
- Jessica Gunning (VF : Vanessa Van-Geneugden) : Martha Scott
- Nava Mau (VF : Laëtitia Lefebvre) : Theresa, dit "Teri"
- Tom Goodman-Hill (VF : Pierre Tessier) : Darrien O'Connor

### Acteurs récurrents
- Nina Sosanya (VF : Annie Milon) : Liz, la mère de Keeley
- Michael Wildman (VF : Rody Benghezala) : Greggsy
- Danny Kirrane (en) (VF : Jerome Wiggins) : Gino
- Thomas Coombes (VF : Fabien Jacquelin) : Daniels, le policier
- Shalom Brune-Franklin (VF : Mélissa Bérard) : Keeley

### Invités
- Tom Durant Pritchard (VF : Stéphane Roux) : Jason, le patron du Comedy Club
- Laura Smyth : Glenda
- Will Hislop : Billy
- Amanda Root (VF : Véronique Augereau) : Elle, la mère de Donny
- Mark Lewis Jones (VF : Jean-François Aupied) : Gerry, le père de Donny
- Hugh Coles (en) (VF : Kévin Goffette) : Francis
- Josh Finan : Diggsy
- Alexandria Riley (VF : Déborah Claude) : la détective Culver

 Source et légende : version française (VF) sur RS Doublage et carton de doublage Netflix

## Tournage
Le tournage a commencé à la mi-août 2022 à Édimbourg au Grassmarket ainsi qu’à Londres. Il a pris fin au début du mois de mars 2023.

## Épisodes
Les épisodes, sans titres, sont numérotés de un à sept.

## Distinctions

### Récompenses
- Golden Globes 2025 : 
  - Meilleure mini-série ou du meilleur téléfilm
  - Meilleure actrice dans un second rôle dans une série, une mini-série ou un téléfilm pour Jessica Gunning

### Nominations
- Golden Globes 2025 : Meilleur acteur dans une mini-série ou un téléfilm pour Richard Gadd